# Catherine Drinker Bowen
Œuvres principales
- Miracle at Philadelphia (1966)

Catherine Drinker Bowen, née le 1er janvier 1897 à Haverford en Pennsylvanie et morte le 1er novembre 1973 dans la même ville, est une écrivaine américaine.

## Biographie
Elle étudie le violon et envisage une carrière musicale avant de devenir finalement écrivaine. Malgré son manque de formation littéraire, elle devient un auteur de best-sellers reconnu. Elle écrit aussi des biographies sur quelque grands musiciens. En 1958, elle obtient le National Book Award pour son livre The Lion and the Throne: The Life and Times of Sir Edward Coke (1552-1634), une des avocats d'Élisabeth Ire. Son dernier livre, Family Portrait est encensé par la critique. À sa mort en 1973, elle travaillait sur une biographie de Benjamin Franklin qui sera publiée de façon posthume.
Elle a été l'épouse Ezra Bowen, auteur de Social Economics. Leur fils Ezra Bowen est mort à Westport en 1996.

## Œuvre
- Beloved Friend: The Story of Tchaikowsky and Nadejda Von Meck (1937)
- Free artist: The Story of Anton and Nicholas Rubinstein (1939)
- Yankee from Olympus: Justice Holmes and His Family (1944)
- The Lion and the Throne: The Life and Times of Sir Edward Coke (1957)
- Adventures of a Biographer (1959)
- Francis Bacon : The Temper of a Man (1963)
- Miracle at Philadelphia (1966)
- John Adams and the American Revolution
- Bernard DeVoto: Historian, Critic, and Fighter
- The Most Dangerous Man in America: Scenes from the Life of Benjamin Franklin
- Family Portrait
- Story of the Oak Tree
- Lord of the Law
- A History of Lehigh University
- Biography: The Craft and the Calling (1968)
- The Writing of Biography